# Волфганг Хесъл
Волфганг Хесъл (на немски: Wolfgang Hesl) е немски футболист, вратар, роден на 13 януари 1986 г. в баварския град Наббург.
Хесъл започва да тренира на футбол на четири години като полузащитник по съвет на баща си, който е треньор по футбол, но скоро след това заема вратарския пост. Години по-късно печели турнир за юноши старша възраст със сборен отбор на Бавария и веднага получава предложения от отбори като Байерн Мюнхен, Мюнхен 1860, Гройтер Фюрт и др. Той обаче предпочита офертата на Хамбургер, защото интерната на отбора работи съвместно с близка гимназия, което дава възможност на младите играчи да не занемаряват учението — нещо важно за самия Хесъл. В края на сезон 2004/2005 става титуляр на дублиращия отбор на Хамбургер, а от сезон 2007/2008 е и втори вратар на „А“ отбора. В последния кръг на този сезон записва първите си 15 минути в Първа Бундеслига.